# Берсерк

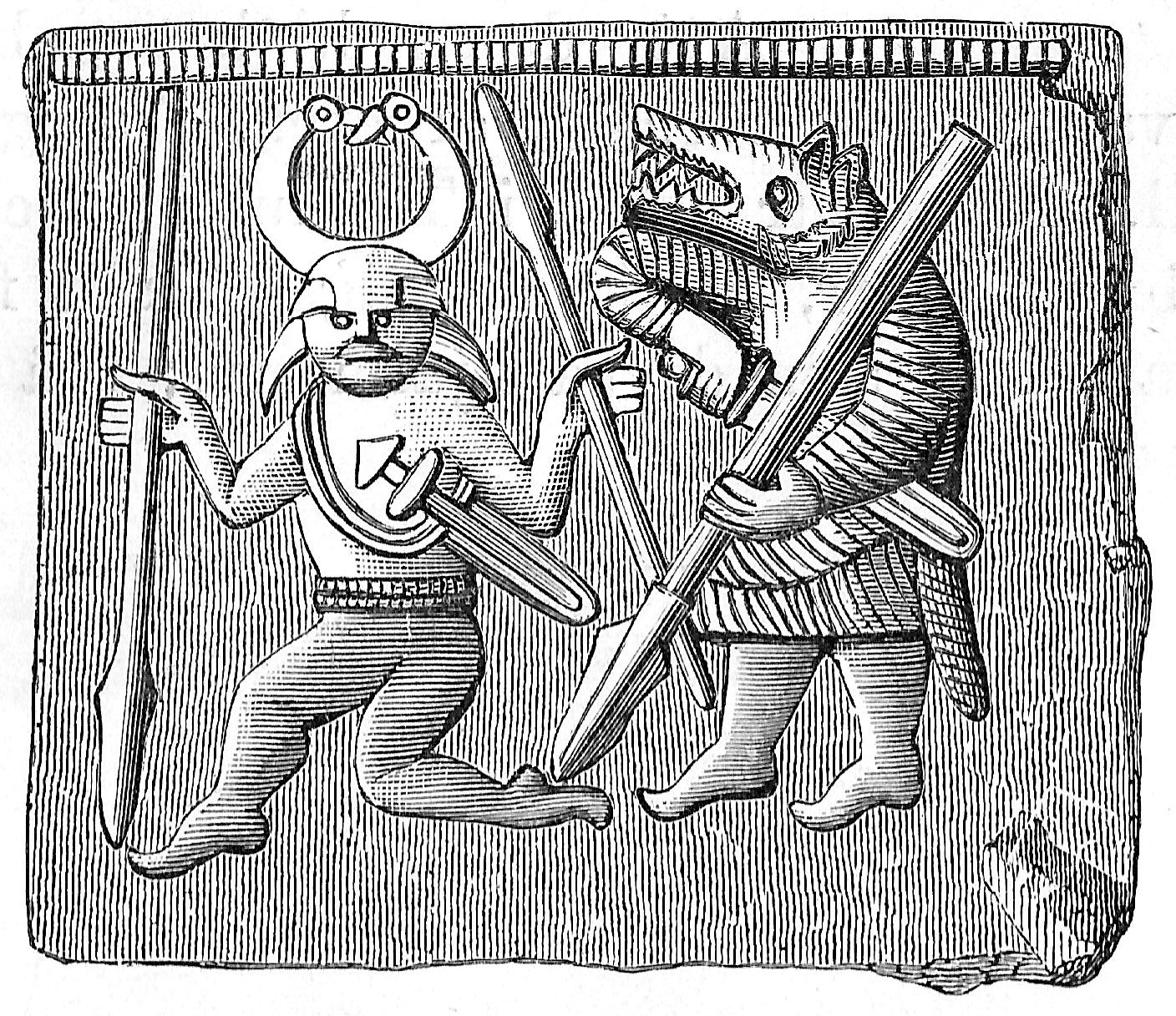
Бронзова пластинка Вендельської ери, знайдена острові Еланд, на якій зображено берсерків.

Берсерк (або берсеркер, «ведмежа сорочка») — люті воїни в скандинаво-германському світі, здатні бездумно руйнувати все на своєму шляху. Початкове значення слова — «перевертень», «людина-ведмідь».
В українському фольклорі відоме як берсерко — запорізький козак, наділений надздібностями, котрий голіруч виходив протидіяти озброєному противнику.

## Берсерки у сагах і в історії
У «Молодшій Едді» зазначається, що сильні вояки мали швидку реакцію і ставали берсерками за велінням Одіна. У сагах берсерками часто називали убивць та грабіжників. Особливо численні згадки про воїнів-звірів містять скандинавські саги, де вони фігурують під назвою «берсеркерів» («тих, що перевтілилися у ведмедів»). Вони імпульсивні, люті, жорстокі, безсоромні, схильні до оргій. Їхній бог — Вотан або Одін, ім'я якого означає «скажений, шалений, несамовитий, лютий». Замість одежі вони одягають вовчу чи ведмежу шкіри, перед боєм уводять себе у бойовий транс ритуальними танцями та наркотичними напоями. У бій берсеркери йшли першими, виючи, гризучи щити, зриваючи з себе лати та одяг. «Сага про Інглінгів» розповідає, що «бог Одін зробив так, аби його мужі билися без панцирів і були безумні як пси чи вовки». Їх не можна вразити зброєю, і падають вони на полі бою не від ран, а від утоми.
Спочатку берсеркери були членами чоловічих військових союзів первісних германців, в яких відбувалася ініціація молоді. Наслідуючи римських вельмож, що оточували себе охоронцями, германські вожді створювали військові ватаги — комітати. Ці прообрази лицарських дружин середньовічної Європи спочатку комплектувалися переважно з професійних воїнів берсеркерів. Таким комітатом була дружина київських князів IX—X століть.
Протягом I тисячоліття берсеркери — постійні члени лицарських ватаг різних країн Європи. Тому середньовічна геральдика така багата зображеннями звірів: левів, ведмедів, вовків, а воїни й донині часто порівнюються з дикими звірами («хоробрий як лев», «буй тур Всеволод»). Перевтілюючись у звіра під час бою, берсеркер, за повір'ям, вночі обертався справжнім вовком чи ведмедем. Звідси походять численні легенди народів Європи про вовкулаків, песиголовців, перевертнів.
У IX—XI століттях берсеркери становили основу війська вікінгів. Однак імпульсивність і некерованість воїнів-звірів поступово входили у протиріччя з централізованою королівською владою і християнською релігією, що поширювалася тоді в Європі й стала основою королівської заборони берсеркізму, через те, що в запалі бою нищили своє військо. Починаючи з XI століття, слово берсеркер вживалося переважно в значенні «вигнанець» і набуло негативного змісту замість героїзації. У скандинавських сагах, записаних у XIII столітті, берсеркери — істоти, що викликають жах, відразу і перебувають поза законом.
У сазі про Вотнедала розповідається про єпископа Фредеріка, що приплив до Ісландії, де виявилося багато берсеркерів. У приступах шаленої люті вони творили насильства, викрадали жінок, тероризували населення, вили, мов пси, гризли щити, ходили по розпеченому вугіллю. Всіх незгодних берсеркери вбивали на поєдинках. Єпископ вчив паству відлякувати їх вогнем, забивати кілками (бо залізна зброя їх не брала) і скидали трупи до яру.
У Скандинавії легенди про берсеркерів та вовкулаків жили дуже довго. Ще у XIX столітті в Данії вірили, що той, хто вдягне ведмежу шкіру, перетвориться на ведмедя.

## Легендарні особистості серед берсерків
- Старкад, міфологічний персонаж, відомий з «Діянь данів».
- Ангрім, син Старкада.
- Бьйорн Блідий, персонаж з «Саґи про Гіслі».
- Ульф Бьяльфасон, на прізвисько «Вічний вовк».
- Брати Торір Черево та Еґмунд Злий, персонажі «Саґи про Ґреттіра»
- Ґаллі та Лейкнір, персонажі ісландської «Саґи про битву на пустищі»
- Льйот Блідий, персонаж з «Саґи про Еґіля».
- Отрюґ з «Саґи про Ньяла»
- Еґіль Скаллаґрімссон, відомий ісландський скальд, який вів життя берсерка.
- Торорм — персонаж «Саґи про Гуннлауга».
- У скальдовій поемі «Пісня ворона» (ісл. Hrafnsmál) згадується про берсерків на службі Гаральда Прекрасноволосого
- 12 берсерків — Байґуд, Бьйодвар, Бьяркі, Вьйорт, Весеті, Ґьялті, Ґоґемут, Кюн, троє братів Свіпдаґ і Цвітсерк, з саґ про Хрольфа Кракі, його особиста гвардія.

## Берсерки в літературі
- Один з другорядних персонажів фантастичного роману «Мільйонорічний човен» (1989 рік) американського письменника Пола Андерсона Богатир Старкад жив як берсерк, через що він не скористався наданим йому безсмертям і загинув у бою на відміну від основних героїв роману.
- Берсерк — манґа в жанрі фентезі.

Берсерки (давньосканд. berserkir, від berr — "ведмежа" або "гола" і serkr — "сорочка", "шкіра") — це воїни-шамани германських і скандинавських народів, які впадали в бойове шаленство, що надавало їм надлюдської сили, стійкості до болю та безстрашності. Їх образ, містично-могутній і нестримний, знайшов широке відображення в літературі, від давніх саг до сучасної фентезі.
1. Образ берсерка в давньоскандинавській літературі
Оригінальне уявлення про берсерків формувалося в усній і письмовій традиції раннього Середньовіччя.
- Едди: Хоча прямих розгорнутих описів берсерків в "Старшій Едді" немає, їхній образ корелюється з божественним шаленством, пов'язаним з Одіном. Сам Одін є покровителем берсерків, даруючи їм силу.
- Саги: Саме в ісландських сагах берсерки постають у всій своїй величі та жахливості. Вони зображені як особи, що не підкоряються загальним правилам, часто асоціюються з розбійниками або особистими охоронцями конунгів.
  - "Сага про Еґіля" (Egils saga): Тут згадуються берсерки, які служать конунгу Гаральдрові Прекрасному. Вони описуються як неймовірно сильні, але іноді неконтрольовані воїни, які ставали проблемою для суспільства.
  - "Сага про Ґреттіра" (Grettis saga): У цій сазі головний герой Ґреттір бореться і перемагає берсерків, що підкреслює його власну силу та героїзм. Берсерки тут часто виконують роль антагоністів, які чинять беззаконня.
- Саксон Граматик (Gesta Danorum): У своїй "Історії данів" Саксон Граматик описує берсерків як небезпечних воїнів, що боролися на боці данів і норвежців, згадуючи їхню неконтрольовану агресію.

2. Берсерки в сучасній літературі та фентезі
У сучасній літературі образ берсерка трансформувався, часто поєднуючи міфологічні елементи з новими інтерпретаціями.
- Класична фентезі:
  - Дж. Р. Р. Толкін (J. R. R. Tolkien): Хоча прямих "берсерків" у його творах немає, їхній образ можна впізнати в деяких воїнах, що впадають у бойове шаленство, наприклад, у певному сенсі, у героїв Рохану або гоблінів, які безстрашно кидаються в бій.
  - Майкл Муркок (Michael Moorcock): Його персонаж Елрік із Мельнібоне, попри свою фізичну слабкість, може впадати в бойовий транс під впливом свого меча Штормбрингера, що є свого роду метафорою берсеркового шаленства.
- Сучасна фентезі та наукова фантастика:
  - Джордж Р. Р. Мартін (George R. R. Martin): У циклі "Пісня льоду й полум'я" образ берсерка розкривається через персонажів, таких як Скандал Смертебог (Тормунд), який впадає в шаленство в бою. Також Вовчі голови (Wildlings), що воюють за межами Стіни, демонструють елементи берсеркового шаленства.
  - Роберт Джордан (Robert Jordan): У циклі "Колесо часу" Ізік Беер і члени його племені демонструють бойове шаленство, подібне до берсеркового, коли вони входять у стан, відомий як "Бойовий сп'яніння".
  - Берсерки як раса або клас персонажа: У настільних рольових іграх (Dungeons & Dragons) та фентезійних світах берсерки часто виділяються як окремий клас, що має особливі здібності, пов'язані з бойовим шаленством.
  - Наукова фантастика: В цьому жанрі берсеркерство часто пояснюється не магією, а біологічними чи технологічними модифікаціями, що дозволяють воїну ігнорувати біль і страх. Класичний приклад — роман "Берсеркер" Фреда Саберхагена, де "берсерками" називають самовідтворювані роботи-вбивці, які знищують усе життя у всесвіті.

3. Символізм образу
Образ берсерка в літературі є багатогранним і виконує кілька важливих функцій:
- Архетип дикого воїна: Берсерк символізує первісну, нестримну силу, що виходить за межі людських можливостей і соціальних норм.
- Метафора внутрішньої боротьби: Бойове шаленство може бути інтерпретоване як боротьба героя зі своїми внутрішніми демонами, гнівом або травмою.
- Критична оцінка насильства: Деякі автори використовують образ берсерка для дослідження природи насильства і того, як воно перетворює людину на "звіра". Це також може бути попередженням про небезпеку неконтрольованої агресії.
- Пошук ідентичності: У деяких творах герой-берсерк намагається знайти своє місце у світі, де його "дар" є одночасно і силою, і прокляттям.